# François Guéry
Pour les articles homonymes, voir Guéry (homonymie).
François Guery (né le 22 mars 1944), ancien élève de l'École normale supérieure (promotion 1964 Lettres), est un professeur émérite de philosophie, ancien doyen de la Faculté de philosophie de l'Université Lyon-III. Il a été vice-Président du jury de CAPES de philosophie, membre du CNU, directeur des études à l'INESC (Institut d’études de la sécurité civile) de 1999 à 2002, producteur à France Culture (2002-2003) aux Vendredis de la philosophie, Secrétaire Général de l'éphémère Institut d'Études du Haut Conseil à l'intégration (de 2007 à 2009). Il s’est intéressé à Heidegger pour sa pensée de la technique, mais aussi à Nietzsche (sur le ressentiment, le nihilisme, etc.), dont il a traduit et commenté Seconde inactuelle, ainsi que Ainsi parla Zarathoustra (passages du IIème livre). Il s’est engagé sur des problèmes de civilisation : la cause écologique (le principe de précaution, la question de l’architecture et de l’urbanité comme configuration d’un monde, les matériaux dans la perspective du développement soutenable), la cause des femmes, l'immigration,. ,
Parmi ses publications anciennes, trois ont été l'objet d'une republication: Le corps productif, traduit en anglais the productive body, est publié chez Zero books, et la traduction allemande chez Merve, 2022. La société industrielle et ses ennemis est republié sous un titre simplifié (l'industrie et ses ennemis) par Chryséis, disponible chez Amazon kindle. Le texte est accompagné d'un nouveau, intitulé Chronique conceptuelle, qui retrace l'ensemble du parcours intellectuel depuis les années d'étude à l'ENS, 1964-1969, jusqu'à la période présente, et qui remet dans leur contexte et leur conséquence les ouvrages publiés. Lou Salomé, génie de la vie, a été republié, dans une version remaniée, par les Editions des femmes en 2007.
Archéologie du nihilisme, Grasset 2015, retrace le destin d'un néologisme qui a marqué l'histoire de la Russie du XIXe siècle, dans sa vie autant littéraire que politique, avant d'essaimer dans tout le XXe siècle, sous la forme d'États organisés selon une logique de partis despotiques et sans loi : bolchevisme, nazisme, fascismes. Il rattache le mouvement des « nihilistes » à l'élaboration par Nietzsche d'une nouvelle « morale » fondée sur la destruction des valeurs, et leur « inversion » (valeurs du bas...). Enfin les formes contemporaines d'une négation ou amnésie du passé historique sont déclinées une à une : productivisme, mode, genre, médecine, scientisme, en parallèle à la montée du terrorisme islamiste.
La loi du plus faible, paru aux éditions du Cerf en 2022, traite d’une question éthique et politique d’actualité, étant donné l’émergence de nouveaux empires, nostalgiques de leur grandeur passée : Russie d’abord, avec l’invasion de l’Ukraine indépendante, déjà martyrisée par Staline au 20e siècle lors de l’Holodomor. Est-il vrai que la nature suive une « loi du plus fort » alors que tous les mammifères femelles protègent de leur propre corps leur petit à venir, tant qu’il n’a pas la force de survivre par lui-même? Faire croire que la loi qui protège le faible est contre nature est donc une contre vérité. La prétendue « loi de la jungle » est de même une approximation, le Livre de la jungle de Rudyard Kipling défendant une éthique de modération des appétits et des forces des animaux dominants.
François Guery est revenu également à une première vocation, celle du dessin. Nus et paysages, dessins académiques ou plus personnels. La couverture de l’ouvrage paru chez Grasset, d’anciennes publications dans le mensuel Hara Kiri, témoignent de son style satirique.
A la fin de l'année 2019 et jusqu'au printemps, il a participé régulièrement à une émission de radio, consacrée à la philosophie politique (la République) sur Judaïques fm, émission dirigée par Blandine Kriegel et Alexandre Adler.
Depuis le printemps 2024, il collabore de manière régulière à la revue politico-littéraire, Le Contemporain.

## Œuvres
- Le Corps productif,	éditions Mame, avec Didier	Deleule, 1972, traduction anglo-américaine chez Zero books en	2014, traduction en allemand chez Merve, 2022
- Lou Salomé, génie de la vie,	éditions Calmann-Lévy, 1978, réédition éditions des femmes,	2007
- Mort du paysage, volume	collectif, éditions Champ Vallon, 1982
- L’Idée de la ville,	volume collectif, éditions Champ Vallon, 1985
- La Société industrielle et	ses ennemis, éditions Orban, 1989, réédition Chryséis	Éditions en 2014, sous le titre L'industrie et ses ennemis,augmenté	de Chronique conceptuelle
- Maîtres et protecteurs de la	nature, codirection, éditions Champ Vallon, 1991
- Heidegger rediscuté,	éditions Descartes et Cie, 1995
- Descartes - Discours de la	méthode. Commentaires, Classiques Hachette, 1997, réédition
- Nietzsche : Ainsi parla	Zarathoustra, Traduction de neuf chapitres du 2e livre,	commentaires, Ellipses, 1999.
- Marx : Critique de la	philosophie de l’État de Hegel, traduction partielle et	commentaires, Ellipses, 2000
- La Politique de précaution,	dialogue avec Corinne Lepage, Paris, PUF, 2001
- Haine et destruction,	Ellipses, 2002
- Revue « L'esprit des	matériaux », éditions de La Villette : Bétons,	Recyclage et urbanité (Editorial, articles)
- Archéologie du nihilisme : de Dostoïevski aux	djihadistes, Grasset, 2015
- La loi du plus faible, Cerf, 2022.

- Le Corps productif, éditions Mame, avec Didier Deleule, 1972, traduction anglo-américaine chez Zero books en 2014
- Lou Salomé, génie de la vie, éditions Calmann-Lévy, 1978, réédition éditions des femmes, 2007
- Mort du paysage, volume collectif, éditions Champ Vallon, 1982
- L’Idée de la ville, volume collectif, éditions Champ Vallon, 1985
- La Société industrielle et ses ennemis, éditions Orban, 1989, réédition Chryséis Éditions en 2014, sous le titre L'industrie et ses ennemis,augmenté de Chronique conceptuelle
- Maîtres et protecteurs de la nature, codirection, éditions Champ Vallon, 1991
- Heidegger rediscuté, éditions Descartes et Cie, 1995
- Descartes - Discours de la méthode. Commentaires, Classiques Hachette, 1997, réédition
- Nietzsche : Ainsi parla Zarathoustra, Traduction de neuf chapitres du 2e livre, commentaires, Ellipses, 1999.
- Marx : Critique de la philosophie de l’État de Hegel, traduction partielle et commentaires, Ellipses, 2000
- La Politique de précaution, dialogue avec Corinne Lepage, Paris, PUF, 2001
- Haine et destruction, Ellipses, 2002
- Revue « L'esprit des matériaux », éditions de La Villette : Bétons, Recyclage et urbanité (Editorial, articles)
- Archéologie du nihilisme : de Dostoïevski aux djihadistes, Grasset, 2015